# ادوارد لاورنس لوی
ادوارد لاورنس لوی(به انگلیسی: Edward Lawrence Levy)، (تولد ۲۱ دسامبر ۱۸۵۱ - مرگ مه ۱۹۳۲) وزنه‌بردار اهل بریتانیا بود.
او یک یهودی متولد لندن بود که در باشگاه ورزشی برمینگام عضویت داشت. در فوریه سال ۱۸۹۱، لوی، به عنوان قهرمانی اولین دوره مسابقات آماتوری بریتانیا دست یافت. در خلال سال‌های ۱۸۹۱ تا ۱۸۹۴، توانست ۱۴ بار رکوردهای جهانی را جابجا کند. لوی، در ماه مارس ۱۸۹۱ میلادی، در اولین دوره مسابقات وزنه‌برداری قهرمانی جهان، به مصاف حریفانی از بروکسل، هامبورگ، انگلیس، وین، ایتالیا و برلین رفت و پس از ۳ روز رقابت موفق به کسب عنوان قهرمانی گردید. طلای لوی اولین مدال طلای توزیع شده در تاریخ رقابت‌های قهرمانی جهان محسوب می‌شود. وی در نخستین دوره رقابت‌های المپیک به سبک مدرن، که در ۱۸۹۶ در آتن برگزار شد، عضو هیئت داوران بود. لوی مؤسس فدراسیون ژیمناستیک بریتانیای کبیر نیز می‌باشد.